# محله هوایی دلتا/دلتا هریتیج
محله هوایی دلتا/دلتا هریتیج (به انگلیسی: Delta/Delta Heritage Air Park) یک فرودگاه خصوصی است که یک باند فرود چمن دارد و طول باند آن ۷۹۲ متر است. این فرودگاه در کشور کانادا قرار دارد و در ارتفاع ۳ متری از سطح دریا واقع شده‌است.